# Prigionieri di guerra italiani in Australia
Nella seconda guerra mondiale le forze britanniche e gli alleati catturarono e deportarono prigionieri di guerra italiani in Australia.

## Antefatti

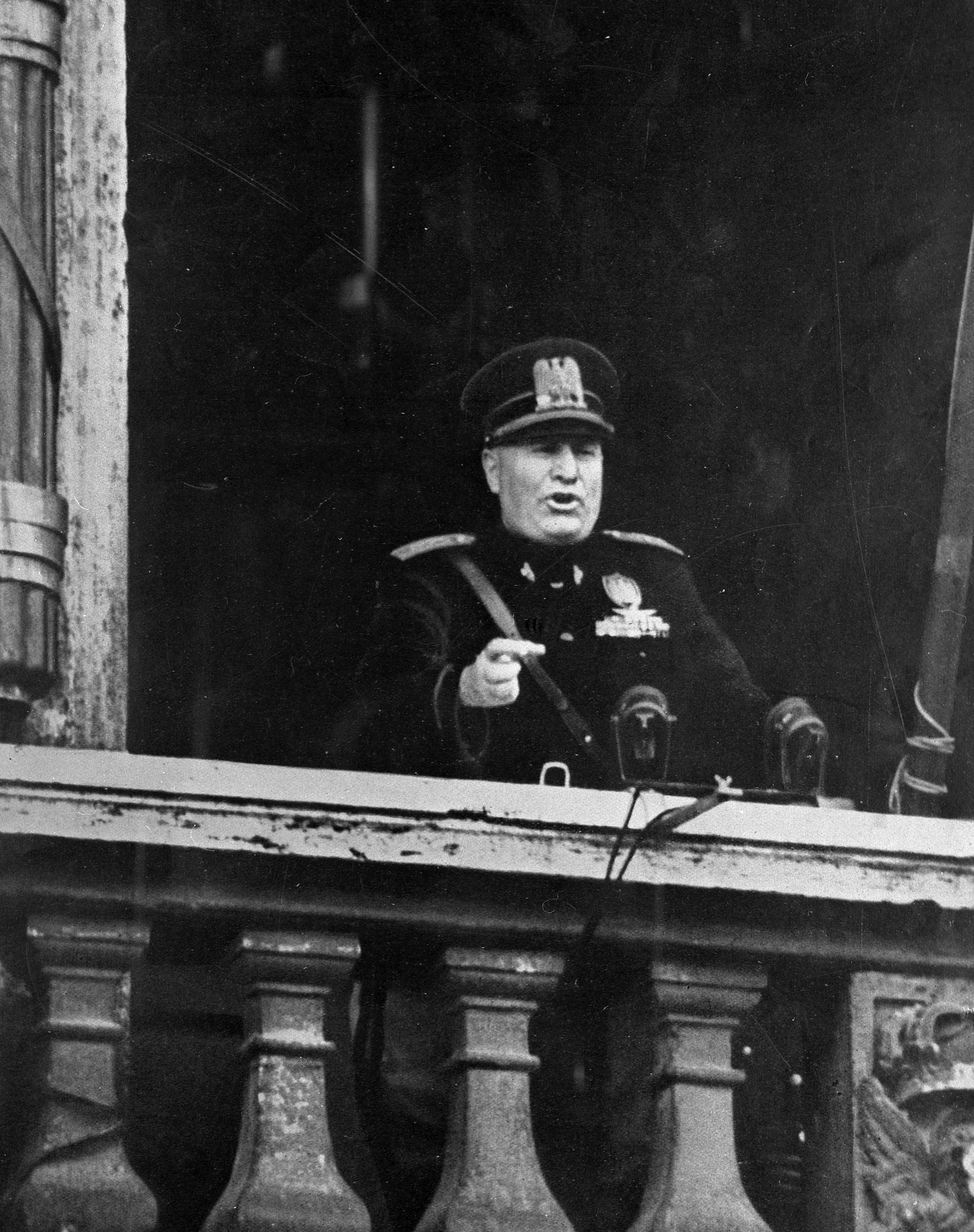
Benito Mussolini, il 10 giugno 1940, annuncia la dichiarazione di guerra dal balcone di Palazzo Venezia a Roma

Il 10 giugno 1940, l'Italia entrò in guerra a fianco della Germania Nazista. Nel corso del conflitto, la Gran Bretagna e i gli alleati catturarono in Etiopia e nel Nord Africa circa 400 000 soldati delle truppe italiane, che furono mandati nei campi di prigionia in tutto il mondo, inclusa l'Australia.

## Prigionia
Tra il 1941 e il 1945, l'Australia ricevette in custodia 18 420 prigionieri di guerra italiani, la maggior parte di essi proveniva dai campi britannici in India. All'interno del campo i prigionieri indossavano abiti marroni o bordeaux. Nel settembre 1943, l'Italia firmò l'armistizio con gli Alleati, e di conseguenza le autorità australiane portarono dai 1 300 ai 15 000 prigionieri italiani fuori dai campi di prigionia e li misero al lavoro.
Durante la prigionia, diversi prigionieri riuscirono a scappare dai campi di internamento, uno di loro morì durante la fuga, un altro morì suicidandosi. Inoltre dentro al campo ci furono molti combattimenti tra prigionieri fascisti e prigionieri antifascisti, e altri furono accusati di diversi reati.
Una ricerca sui prigionieri di guerra nel nord condotta nel Nuovo Galles del Sud ha indicato che i giornali esprimevano molto pregiudizio contro gli italiani: in particolare gli unionisti temevano che il lavoro non retribuito dei prigionieri di guerra italiani avrebbe potuto influire negativamente su quello degli australiani.

## Ossario
L'Ossario Nazionale Italiano a Murchison, Victoria, conserva i resti di 130 soldati e civili italiani che morirono mentre erano internati in Australia.